# Louisa Descamps-Sabouret
Louisa Cécile Descamps-Sabouret, née à Paris le 30 avril 1855, où elle est morte le 15 décembre 1929, est une peintre, pastelliste et aquarelliste française, spécialiste des fleurs.

## Biographie
Élève de Tony Robert-Fleury, Raphaël Collin et Edmond Renard, Louisa Descamps-Sabouret expose avant la Première Guerre mondiale au Salon des artistes français et à l'Union des femmes peintres et sculpteurs. Elle est célèbre pour ses nombreuses aquarelles publiées dans le Journal des roses et dans la Revue horticole (1891-1901)

## Galerie

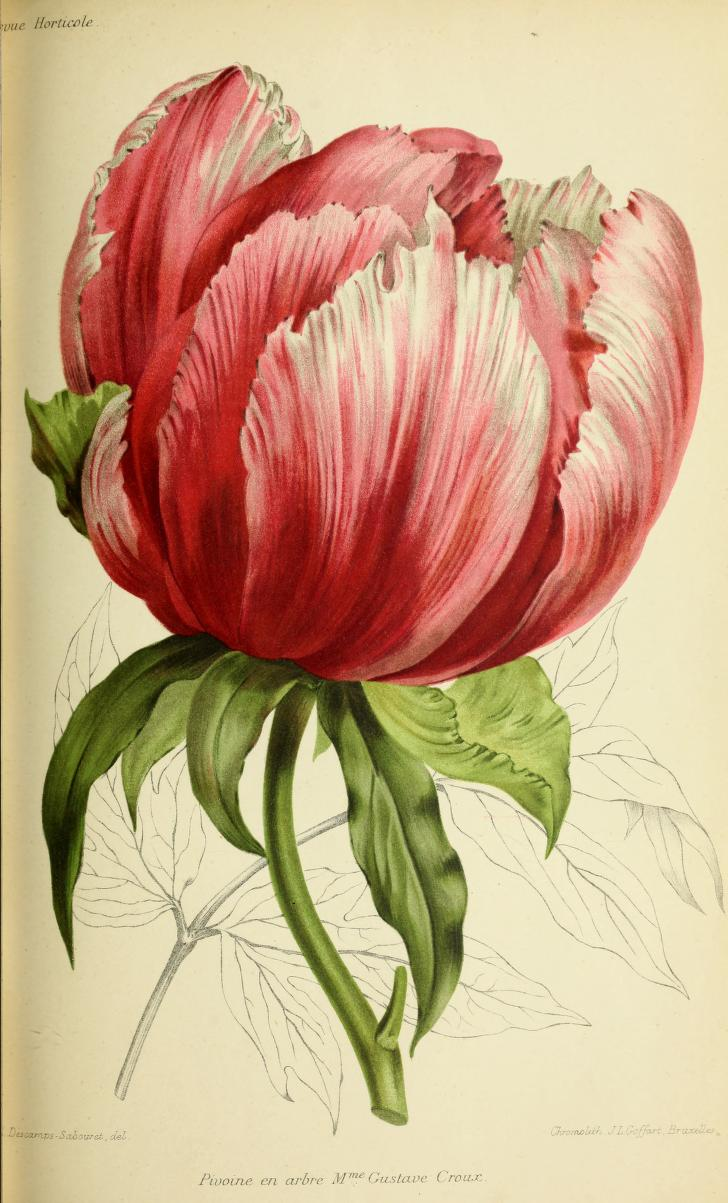
Pivoine 'Madame Gustave Croux'
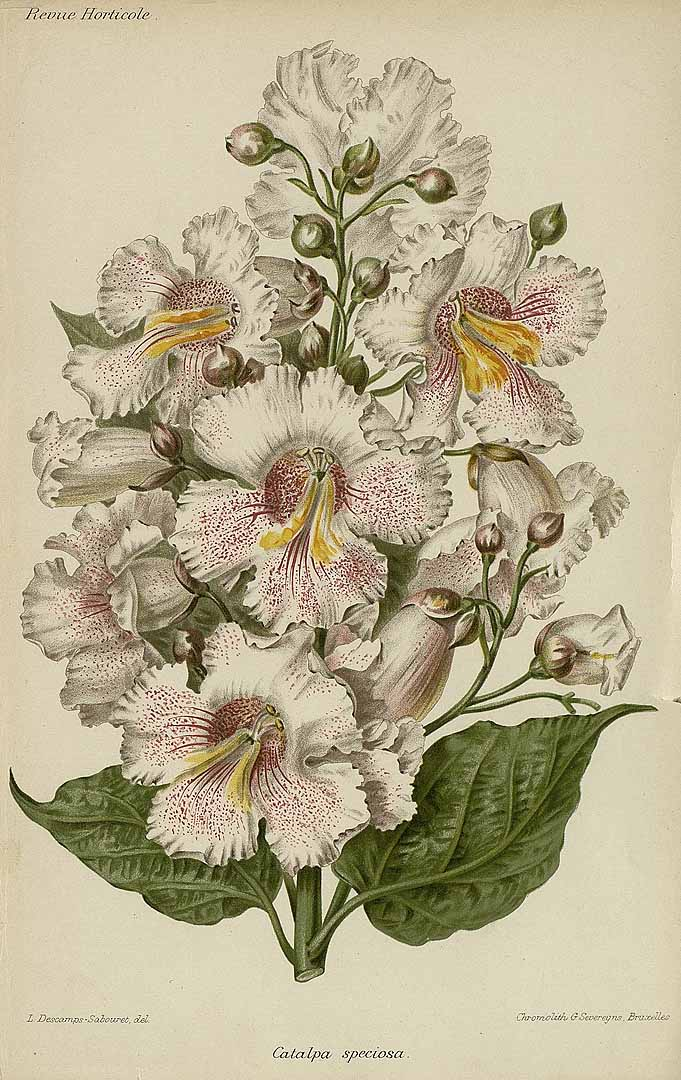
Catalpa speciosa
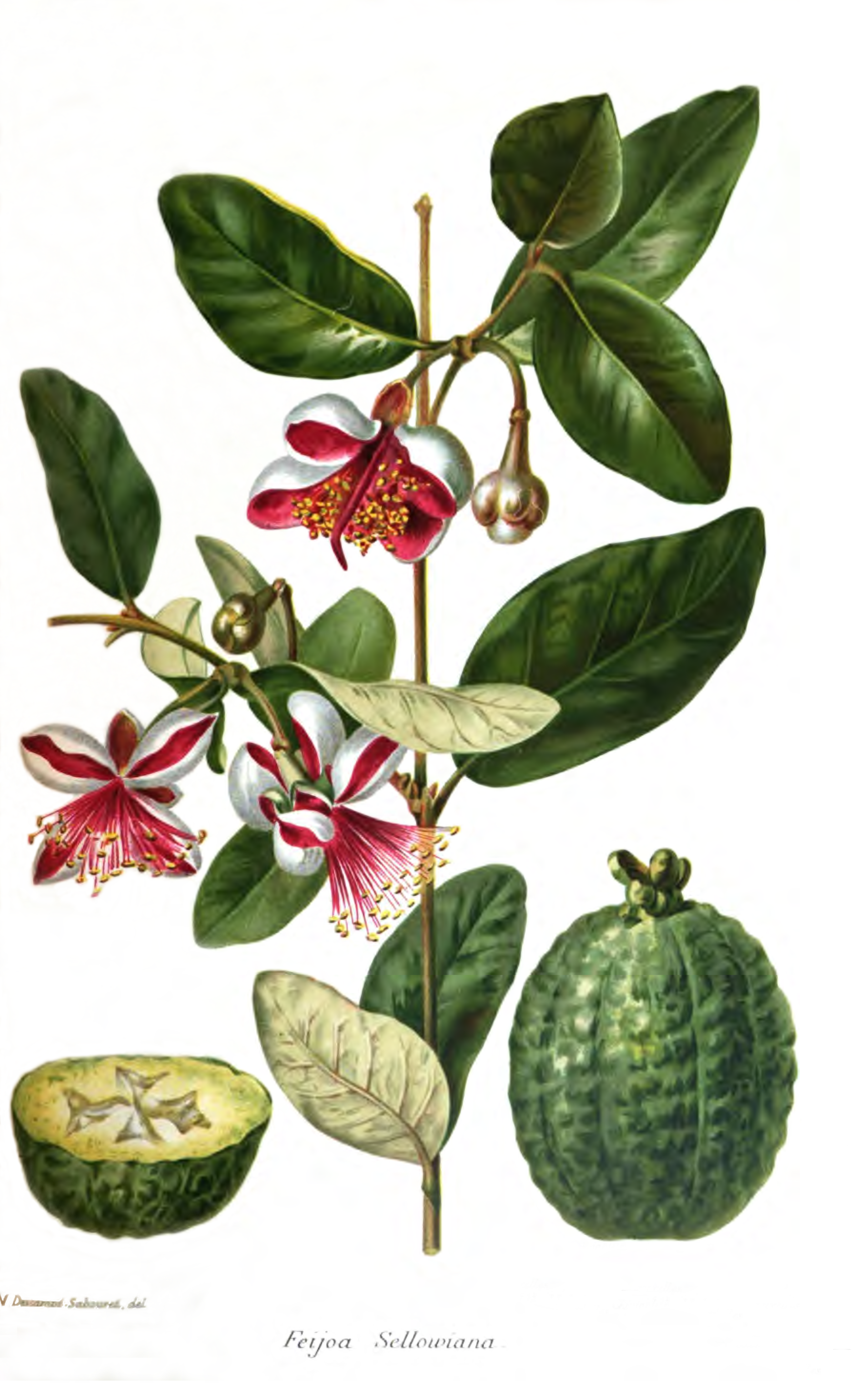
Feijoa sellowania
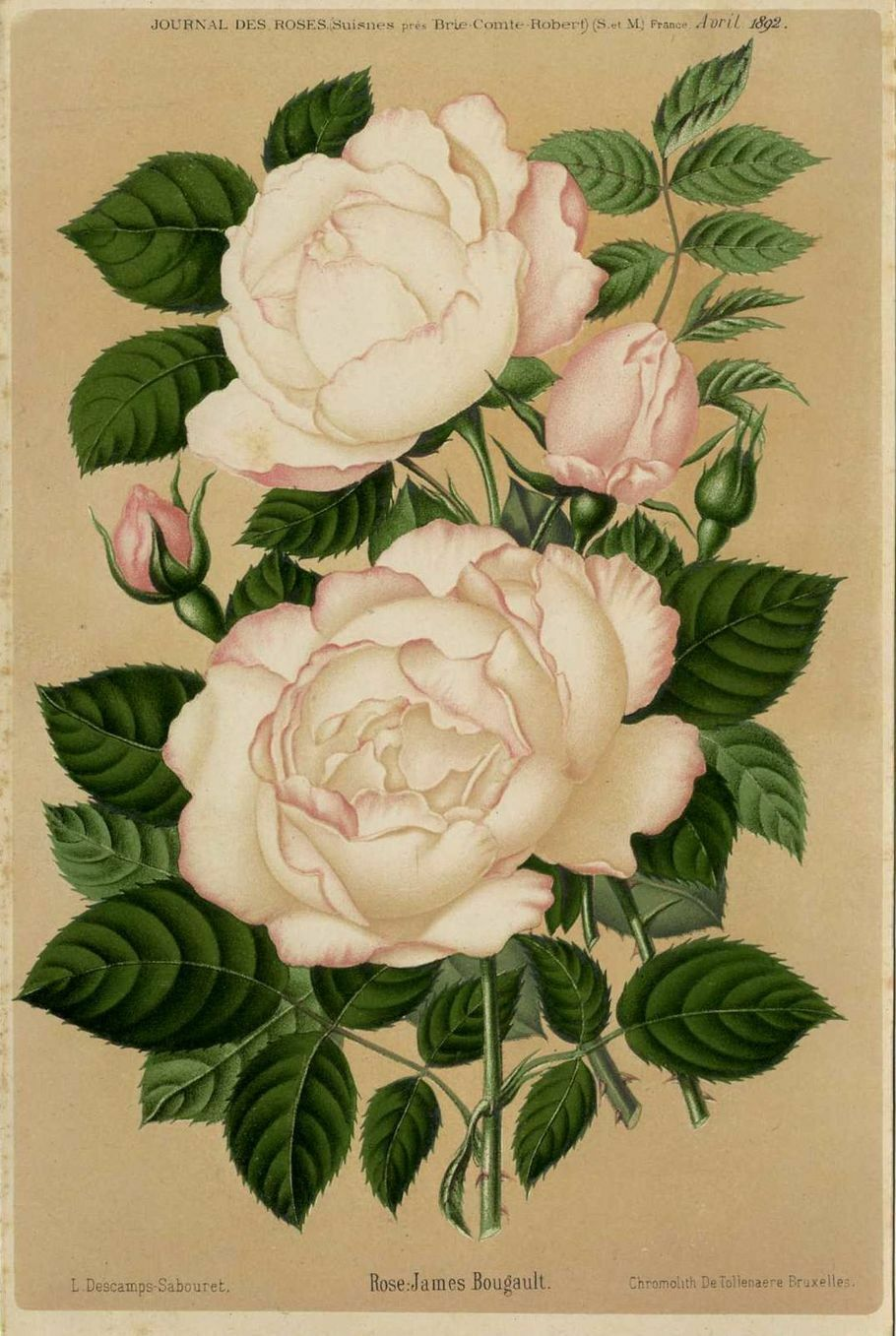
Rose 'James Bougault'
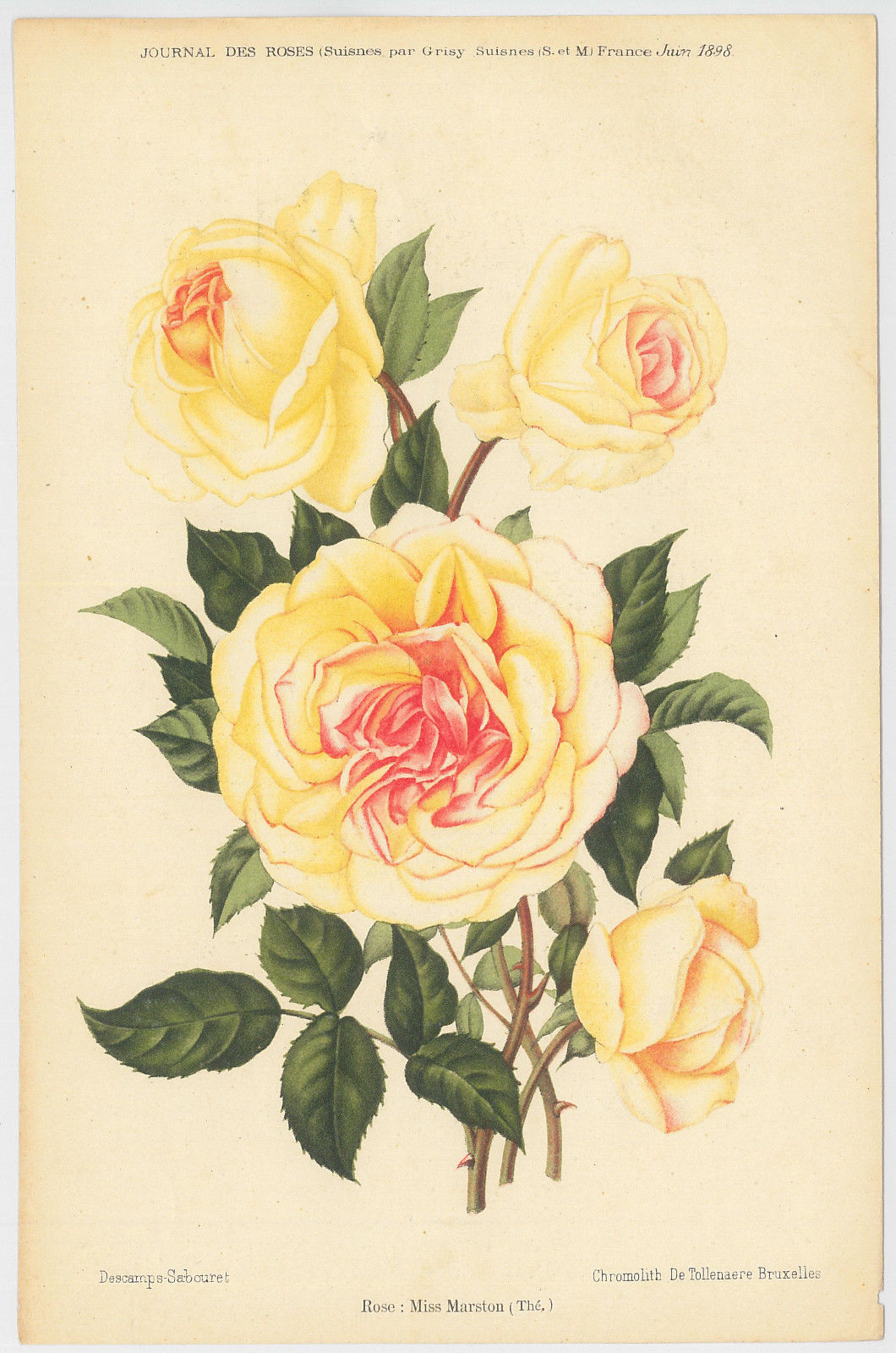
Rose 'Miss Marston'
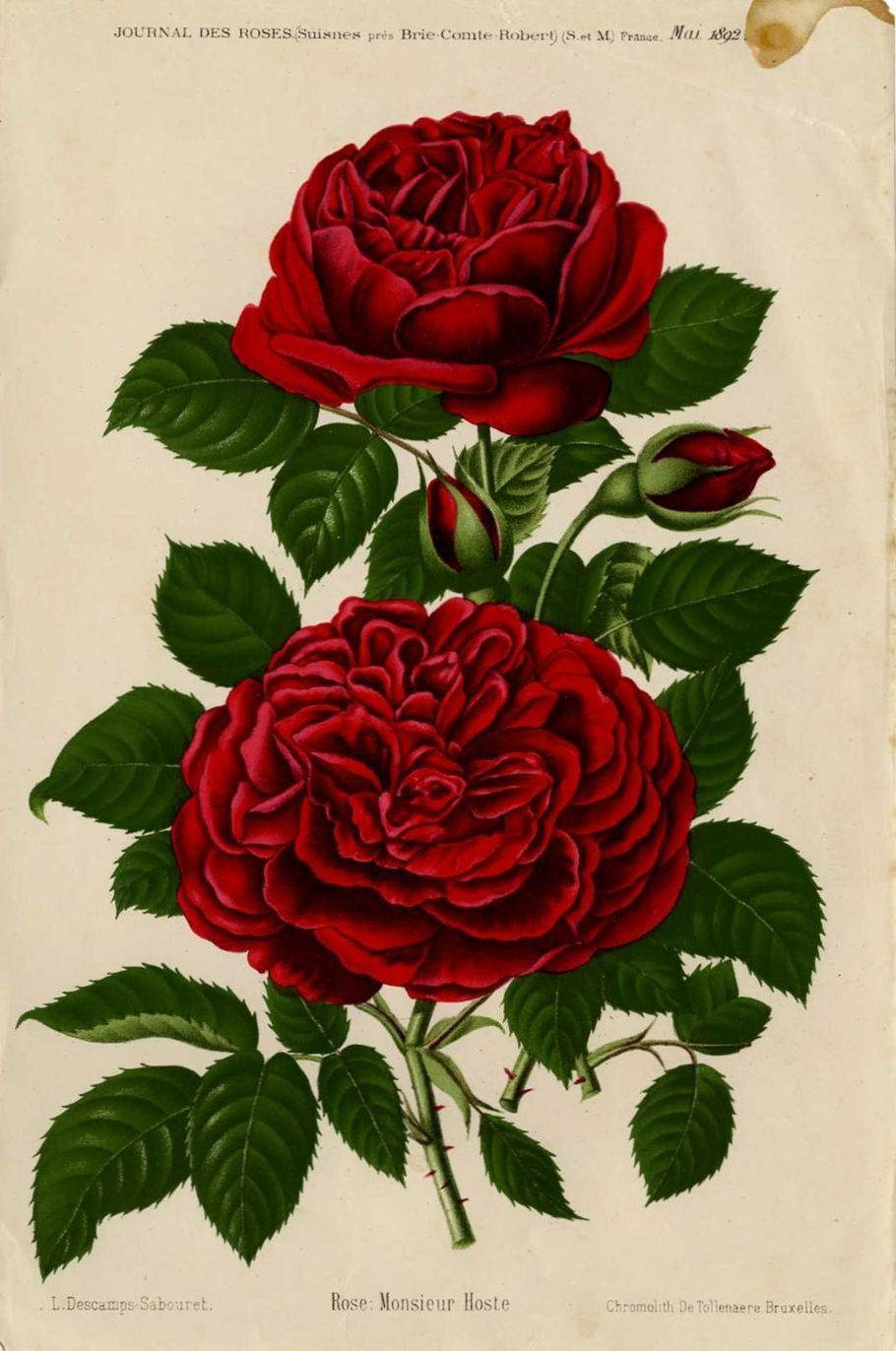
Rose 'Monsieur Hoste'
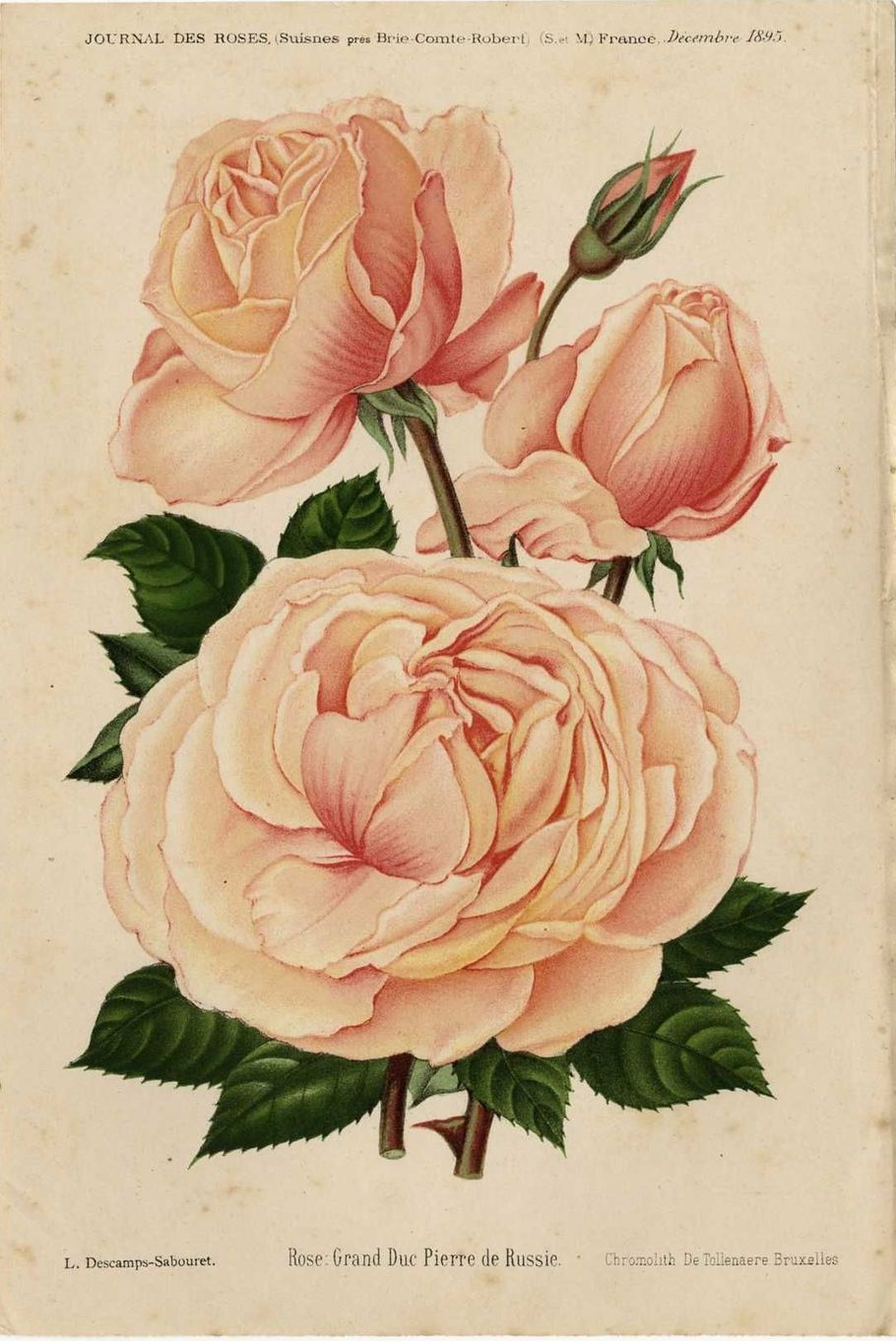
Rose 'Grand-Duc Pierre de Russie'
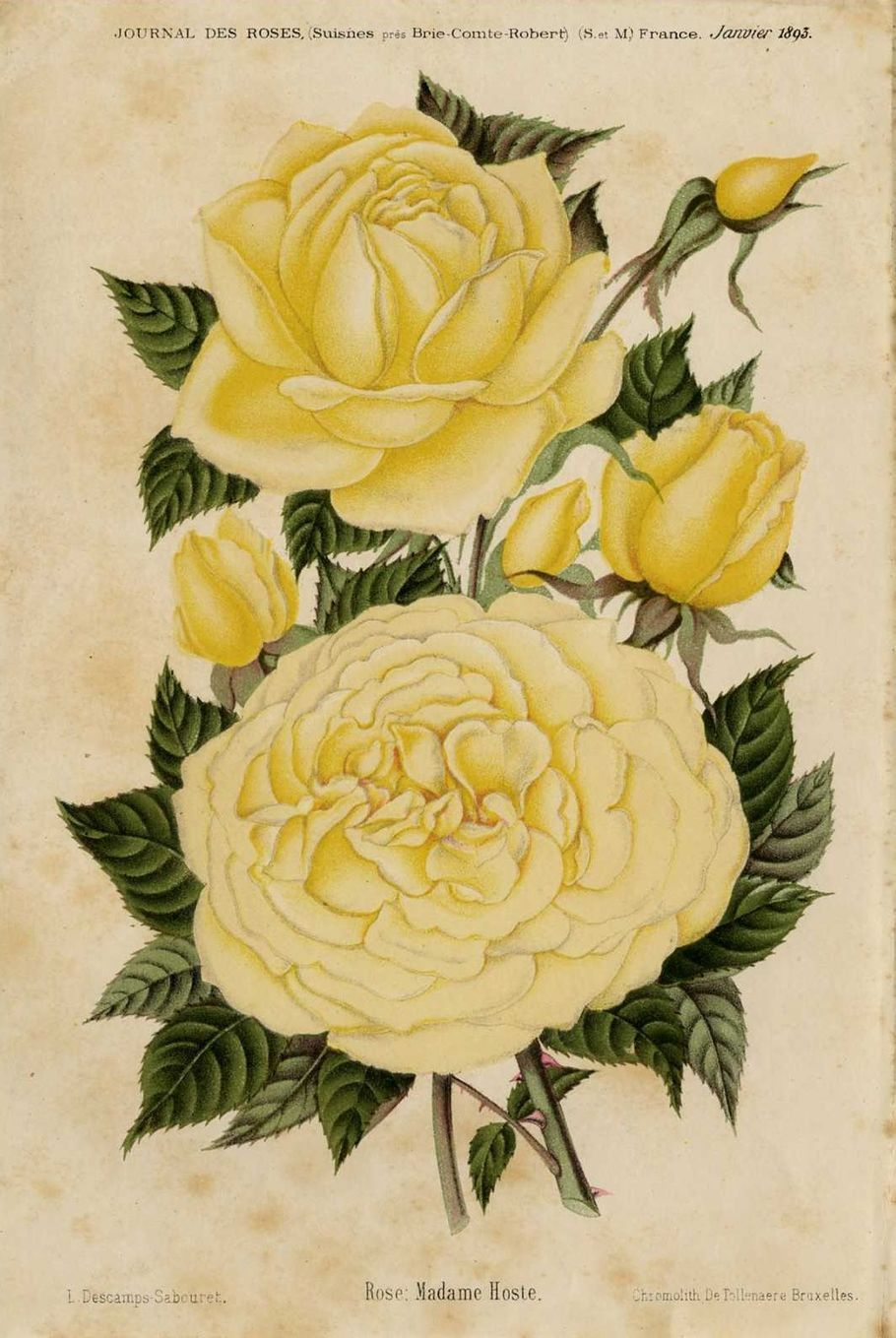
Rose 'Madame Hoste'
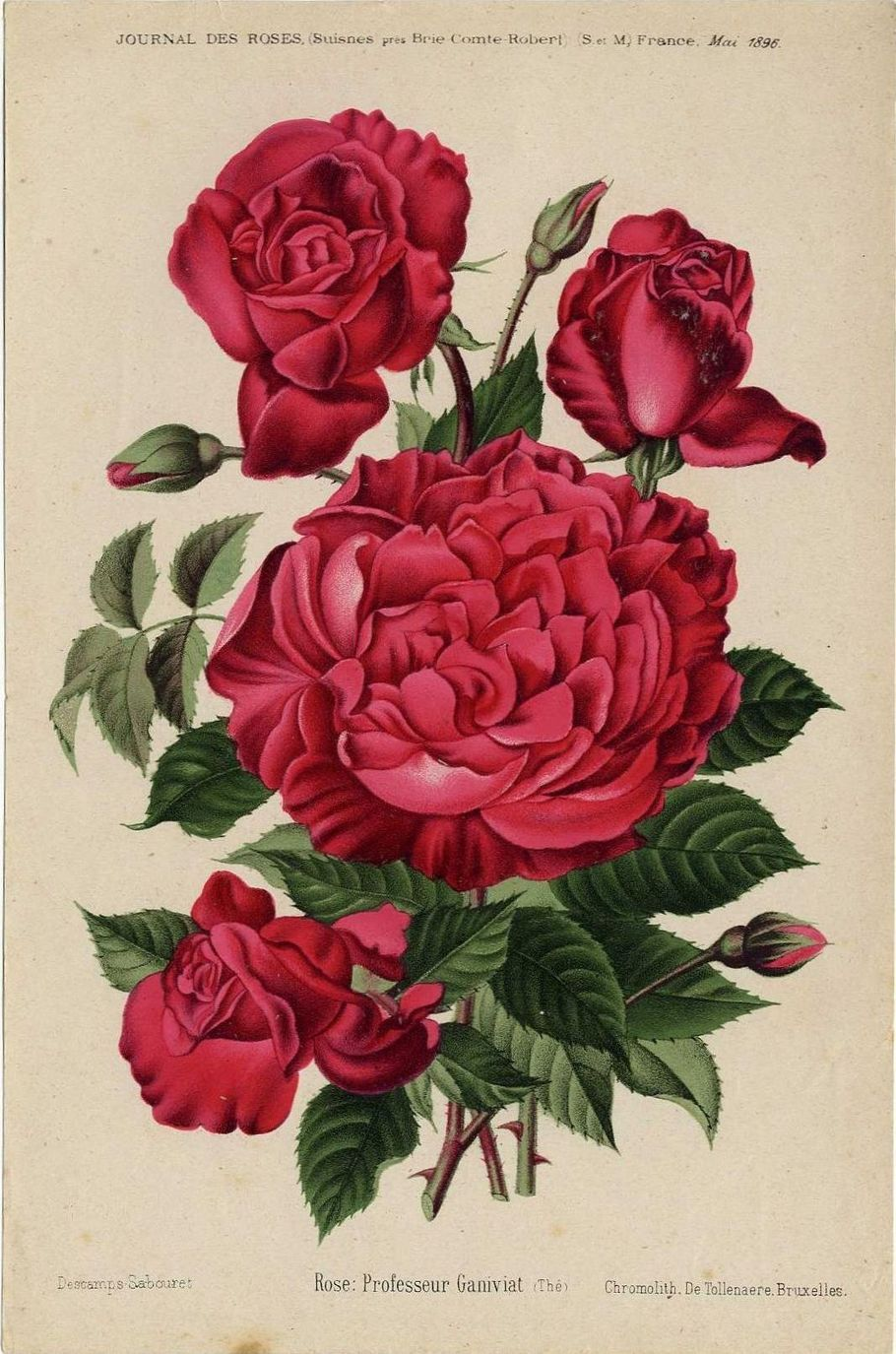
Rose 'Professeur Ganiviat'
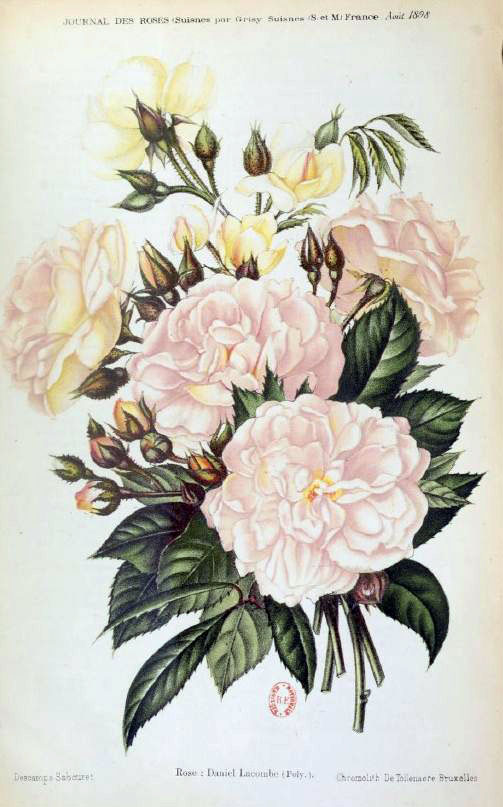
Rose 'Daniel Lacombe'
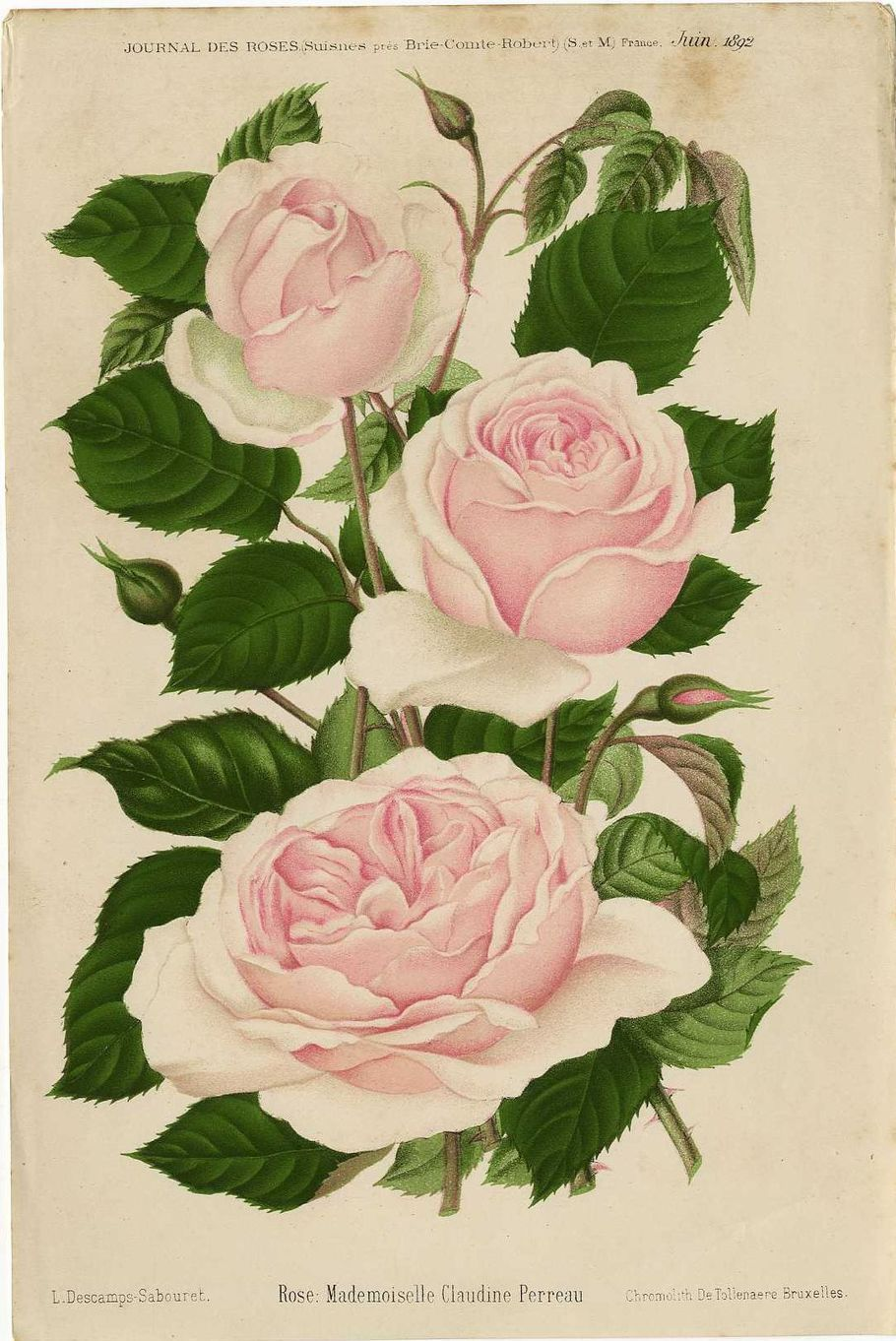
Rose 'Mademoiselle Claudine Perreau'
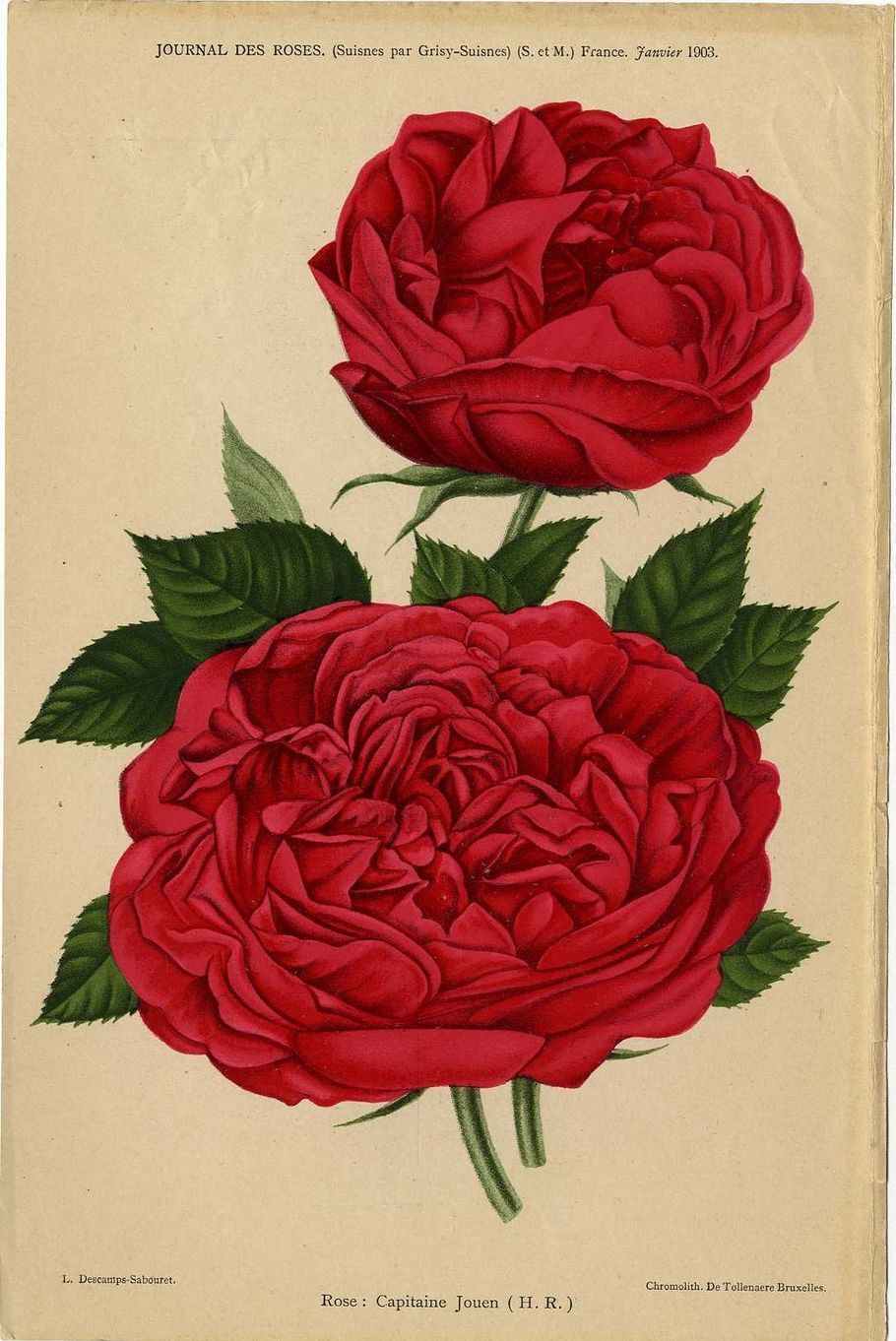
Rose 'Capitaine Jouen'